# Kantel (Lineal)

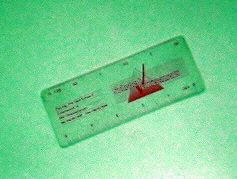
Kantel

Ein Kantel ist ein kurzes Lineal von maximal 15 Zentimeter Kantenlänge. 
Lineale dieser Art werden von Geodäten, von denen auch der Ausdruck geprägt wurde, für Arbeiten im Gelände benutzt, vorrangig bei der Anfertigung von Rissen und Feldvergleichen. 
Bei einigen Modellen sind Durchbrüche als Schablone zum schnellen Zeichnen von Symbolen und Kartenzeichen angebracht. 
Bei den Arbeiten „im Feld“ sind handliche und praktische Arbeitsgeräte wichtig, die in Taschen der Bekleidung untergebracht werden können und von denen bei Stürzen ein geringes Verletzungsrisiko ausgeht.